# Волошинова, Любовь Феоктистовна
Любовь Феоктистовна Волошинова (род. 19 марта 1952 года, Ростов-на-Дону) —  российский архитектор, писатель и краевед. Член Союза российских писателей (1999),  Всероссийского общества охраны памятников истории и культуры.

## Биография
Любовь Волошинова родилась 19 марта 1952 года в Ростове-на-Дону. Отец, Феоктист Федорович Волошинов, работал преподавателем истории, мать, Александра Филипповна Волошинова (Малышенко) работала инспектором профтехобразования. В 1974 году окончила архитектурный факультет Ростовского инженерно-строительного института.
С 1977 года работала архитектором в Ростовской специальной научно-реставрационной производственной мастерской.  Мастерская в 1981 году преобразована в Северо-Кавказский филиал института «Спецпроектреставрация» (ныне Северо-Кавказское дочернее предприятие института). По роду работы была автором проектов «Зоны охраны памятников истории и культуры г. Таганрога» (1979—1981), «Зоны охраны подворья Собора Рождества Пресвятой Богородицы», Ростов-на-Дону (1989), «Зоны охраны археологического музея-заповедника «Танаис» (1993—1994), «Зоны охраны памятников истории и культуры г. Железноводска» (2001). С ее участием в 1989—1993 годах была проведена паспортизации памятников истории и культуры г. Ростова-на-Дону.
Дебют как писателя состоялся в 1992 году, когда в Ростове вышла ее первая книга стихотворений «Путь на городище». Потом были изданы сборники «Ростовская элегия» (1996), «Времена» (2002) и другие. В 1980-х годах входила в областное литературное объединение «Дон». Первые подборки её стихов в донской периодике и в альманахе «Истоки» (Москва).

## Награды
- Лауреат областного литературного конкурса им. Закруткина (1997).
- Дипломант конкурса журналистов «Ростов и ростовчане».
- Обладатель Памятного колокольчика передачи «Рождественские вечера», Дон-ТР, за издание книги «Пушкинская улица».

## Труды
Любовь Феоктистовна Волошинова - автор научных работ и художественных произведения.
- Путь на городище. Стихи. Легенды. — Ростов-н/Д: РИО, 1992.
- Ростовская элегия. — Ростов-н/Д: изд-во «Личный интерес», 1996.
- Легенды Танаиса и Меотиды. — Ростов-н/Д: ИЧП «РОСКО-7», 1997.
- Пушкинская улица. — Ростов-н/Д: Донской издательский дом, 1999 — 2000.
- Бульварная площадь. — Ростов-н/Д: Донской издательский дом, 2001.
- Перекрёсток столетий. — Ростов-н/Д: Донской издательский дом, 2003.
- Творения московских и петербургских зодчих в Ростове-на-Дону (вторая половина XIX — начало XX века). — Ростов-н/Д: ООО «Новая книга», 2002.
- Времена — Ростов-н/Д: изд-во «Булат», 2002.
- Ростовская элегия. Лирика. — Ростов-н/Д: КИФ «Признание», 2006.
- Чехов и Ростов-на-Дону (в соавт. с В. Волошиновой). — Ростов-н/Д: изд-во «Фолиант», 2004.
- Ростов-на-Дону. Портрет города на рубеже XIX — XX веков. Альбом (текст в соавт. с А. Деркач). — Ростов-н/Д, изд-во «Омега Паблишер», 2008.
- Чеховъ и Ростовъ-на-Дону (в соавт. с В. Волошиновой). — Ростов-н/Д, изд-во «Странник», 2009.
- Капелька эллинской крови. Стихи. — Таганрог: изд-во «Нюанс», 2010.

## Научные труды
- Волошинова Л. Ф. Проект зон охраны. Т. 2, кн. 1: Аннотация исторической застройки по ул. Береговой, ул. Донской: арх. № 605. Ростов-на-Дону, 1993.
- Волошинова Л. Ф. Проект зон охраны. Т. 2, кн. 10: Аннотация исторической застройки по ул. Пушкинской: арх. № 613, экз. № 3. Ростов-на-Дону, 1993.
- Волошинова Л. Ф. Проект зон охраны. Т. 2, кн. 11: Аннотация исторической застройки по пер. Доломановскому, пер. Братскому, пер. Халтуринскому, пер. Островскому, пр. Буденновскому, пр. Семашко, пер. Соборному: арх. № 614, экз. 3. Ростов-на-Дону, 1993.
- Волошинова Л. Ф. Проект зон охраны. Т. 2, кн. 12: Аннотация исторической застройки по ул. Станиславского (четная сторона): арх. № 622. Ростов-на-Дону, 1993.
- Волошинова Л. Ф. Проект зон охраны. Т. 2, кн. 13: Аннотация исторической застройки по ул. Станиславского (нечетная сторона): арх. № 623. Ростов-на-Дону, 1993.
- Волошинова Л. Ф. Проект зон охраны. Т. 2, кн. 14: Аннотация исторической застройки по ул. Суворова, ул. Петровской, ул. Красных Зорь, ул. Седова, ул. Нижне-Бульварной, пер. Нахичеванский, пер. Державинский, пер. 7 февраля: арх. № 620, экз. 2. Ростов-на-Дону, 1993.
- Волошинова Л. Ф. Проект зон охраны. Т. 2, кн. 16: Аннотация исторической застройки по пер. Газетному, пр. Ворошиловский, пр. Соколова, ул. Чехова, пер. Университетский, пр. Кировскому, пер. Журавлева: арх. № 644, экз. 4. Ростов-на-Дону, 1993.
- Волошинова Л. Ф. Проект зон охраны. Т. 2, кн. 17: Аннотация исторической застройки улиц Б. Затемерницкого поселения (ныне Ленгородок): арх. № 645. Ростов-на-Дону, 1993.
- Волошинова Л. Ф. Проект зон охраны. Т. 2, кн. 2: Аннотация исторической застройки по ул. Ульяновской, ул. Баумана: арх. № 606. Ростов-на-Дону, 1993.
- Волошинова Л. Ф. Проект зон охраны. Т. 2, кн. 3: Аннотация исторической застройки по ул. Обороны, ул. Тургеневской: арх. № 607. Ростов-на-Дону, 1993.
- Волошинова Л. Ф. Проект зон охраны. Т. 2, кн. 4: Аннотация исторической застройки по ул. Московской, ул. Темерницкой: арх. № 608. Ростов-на-Дону, 1993.
- Волошинова Л. Ф. Проект зон охраны. Т. 2, кн. 5: Аннотация исторической застройки по ул. Серафимовича: арх. № 609. Ростов-на-Дону, 1993.
- Волошинова Л. Ф. Проект зон охраны. Т. 2, кн. 6: Аннотация исторической застройки по ул. Социалистической: арх. № 610. Ростов-на-Дону, 1993.
- Волошинова Л. Ф. Проект зон охраны. Т. 2, кн. 7: Аннотация исторической застройки по ул. Шаумяна: арх. № 611. Ростов-на-Дону, 1993.
- Волошинова Л. Ф. Проект зон охраны. Т. 2, кн. 8: Аннотация исторической застройки по ул. Энгельса (ныне Большая Садовая). Четная сторона: арх. № 612. Ростов-на-Дону, 1993.
- Волошинова Л. Ф. Проект зон охраны. Т. 2, кн. 9: Аннотация исторической застройки по ул. Энгельса (ныне Большая Садовая). Нечетная сторона: арх. № 619. Ростов-на-Дону, 1993.

## Публикации
- Волошинова Л.Ф.  Забытая страница. «Мне нынче снова снится птица Феникс…»: Стихи // Дон. – 1992. - № 5-6. – С. 95-96.
- Волошинова Л. Ростовская элегия: Стихи // Созвучие: поэтический сборник. – Ростов н/Д: НПКФ «Селена», 1996. – С. 34-37
- Волошинова Л.Ф.  Богатый колодезь: Стихи // Богатый источник. – 1997. – 4 ноября. – С. 1.
- Волошинова Л.Ф.  В любом открытом сердце отзовется: Стихи // Приазовский край. – 1997. – 27 февраля. – С. 15.
- Волошинова Л.Ф.  Доходный дом книгоиздателя И.А. Тер-Абрамиана // Донской временник: Краеведческий библиотечно-библиографический журнал. – Ростов н/Д: Донской издательский дом. – 2000. – С. 21.
- Волошинова Л.Ф.  Негромкая архитектурная дата: [о Г.А. Петрове (1912 - 1975), советском зодчем] // Донской временник: Краеведческий библиотечно-библиографический журнал. – Ростов н/Д: Донской издательский дом. – 2000. – С. 144-146.
- Волошинова Л.Ф.  О себе // Донской временник: Краеведческий библиотечно-библиографический журнал. – Ростов н/Д: Донской издательский дом. – 2001. – С. 24.
- Волошинова Л.Ф.  Л.Ф. Эберг – ведущий архитектор Ростова первой половины XX века // Донской временник: Краеведческий библиотечно-библиографический журнал. – Ростов н/Д: Донской издательский дом. – 2001. – С. 77-81.
- Волошинова Л.Ф.  Выдающийся донской архитектор Александр Ященко // Донской временник: Год 2003-й: Краеведческий библиотечно-библиографический журнал. – Ростов н/Д: Донской издательский дом. – 2002. – С. 37-39.
- Волошинова Л.Ф.  Андрей Петрович Зимин // Донской временник: Год 2003-й: Краеведческий библиотечно-библиографический журнал. – Ростов н/Д: Донской издательский дом. – 2002. – С. 135-137.
- Волошинова Л.Ф.  Городской архитектор начала XX века – Г.Н. Васильев // Донской временник: Год 2003-й: Краеведческий библиотечно-библиографический журнал. – Ростов н/Д: Донской издательский дом. – 2002. – С. 150-153.
- Волошинова Л.Ф.  Он понимал и любил Ростов (Х.Х. Чалхушьян) // Донской временник: Год 2004-й: Краеведческий библиотечно-библиографический журнал. – Ростов н/Д: Донской издательский дом. – 2003. – С. 6-9.
- Волошинова Л.Ф.  След Шехтеля в Таганроге // Донской временник: Год 2006-й: Краеведческий библиотечно-библиографический журнал. – Ростов н/Д: Донской издательский дом. – 2005. – С. 132-134.
- Волошинова Л.Ф.  Кто читал Чехова: [книги Чехова в домашних библиотеках дореволюционного Ростова] // Донской временник: Год 2010-й: Краеведческий библиотечно-библиографический журнал. – Ростов н/Д: Донской издательский дом. – 2009. – С. 160-162.